# Agonista parcial

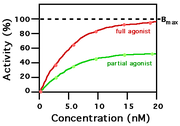
Gráfico comparativo da ação de um agonista total e um agonista parcial

Em farmacologia, um agonista parcial é um fármaco que se une a um dado  receptor, estimulando-o  com menor potencial do que o estimulante original endógeno (um agonista pleno, também chamado total, integral ou completo).
Agonistas parciais também podem ser considerados ligandos que apresentam tanto efeitos agonistas como efeitos  antagonistas: quando um agonista pleno e um agonista parcial estão presentes ao mesmo tempo, o agonista parcial atua como um antagonista competitivo, isto é, um antagonista que se une a um receptor celular mas não o ativa, competindo com o agonista pleno  pela ocupação do receptor e produzindo menor ativação do receptor do que a observada quando o agonista pleno está sozinho.
Clinicamente, os agonistas parciais podem ser utilizados para ativar receptores de modo a dar uma resposta submáxima desejada quando não há quantidades endógenas adequadas do ligando, ou podem reduzir a sobreestimulação dos receptores quando há quantidades excessivas do ligando.
Alguns fármacos comuns que atualmente são classificados como agonistas parciais de certos receptores incluem a buspirona, o aripiprazol, buprenorfina, a  desmetilclozapina, o pindolol, a buspirona e a pentazocina. 

## Função fisiológica
O estimulante do receptor endógeno sempre está presente no organismo, e o agonista parcial irá competir pelos locais de ligação desse receptor. No entanto, quando observadas baixas concentrações do estimulante original, o agonista parcial poderá atuar como um agonista pleno. Caso  as concentrações do estimulante endógeno sejam maiores, o antagonista parcial irá atuar como um agonista que compete pelos locais de ligação, o que causa uma diminuição da ação dos estimulantes originais mais fortes. Isto quer dizer que um estimulante endógeno que tenha a capacidade de fazer a célula responder a 100%, vai ter essa capacidade de estímulo diminuída pela ligação com o agonista parcial (que não estimula a célula a 100%  da sua capacidade de resposta) .